# Paweł Fijałkowski
Paweł Fijałkowski (ur. 1963) – polski historyk i archeolog, pracownik naukowy Żydowskiego Instytutu Historycznego, zajmujący się dziejami Żydów w Polsce X-XVIII wieku, historią protestantyzmu na ziemiach polskich do 1945, pradziejami Mazowsza oraz homoerotyzmem w starożytnej Grecji i Rzymie.
W 1999 roku w Instytucie Historii im. Tadeusza Manteuffla Polskiej Akademii Nauk uzyskał stopień doktora nauk humanistycznych w zakresie historii za rozprawę Żydzi w województwach łęczyckim i rawskim w XV-XVIII wieku, której promotorem był Maurycy Horn.

## Wybrane publikacje
- 2009: Homoseksualizm. Wykluczenie - transgresja - akceptacja, Wydawnictwo Psychologii i Kultury Eneteia, Warszawa 2009. ISBN 978-83-61538-08-0.
- 2007: Seksualność, psyche, kultura. Homoerotyzm w świecie starożytnym, Wydawnictwo Psychologii i Kultury Eneteia, Warszawa 2007. ISBN 978-83-85713-85-2.
- 1999: Żydzi w województwach łęczyckim i rawskim w XV-XVIII w.
- 1993: Dzieje Żydów w Polsce. Wybór tekstów źródłowych XI-XVIII w.
- 1987: Archeologia ziemi sochaczewskiej